# Hlas Moravy
Hlas Moravy (v letech 2020 až 2024 Spolu pro Moravu) je volební koalice liberálních a progresivních politických stran a hnutí pro volby do Zastupitelstva Jihomoravského kraje.

## Koaliční subjekty
| Strana | Strana                      | Ideologie                | Pozice        | Mandáty v zastupitelstvu | Mandáty v zastupitelstvu | Mandáty v zastupitelstvu |
| Strana | Strana                      | Ideologie                | Pozice        | 2016                     | 2020                     | 2024                     |
| ------ | --------------------------- | ------------------------ | ------------- | ------------------------ | ------------------------ | ------------------------ |
|        | TOP 09                      | liberální konzervatismus | středopravice | 3/65                     | 4/65                     | 0/65                     |
|        | Strana zelených             | zelená politika          | středolevice  | 2/65                     | 1/65                     | 0/65                     |
|        | Liberálně ekologická strana | zelený liberalismus      | střed         | 0/65                     | 0/65                     | 0/65                     |
|        | Moravské zemské hnutí       | regionalismus            | střed         | 0/65                     | 0/65                     | 0/65                     |
|        | Hnutí Idealisté             | progresivismus           | středolevice  | 0/65                     | 0/65                     | 0/65                     |
|        | SEN 21                      | liberalismus             | střed         | 0/65                     | 0/65                     | 0/65                     |

Součástí volební koalice byly strany TOP 09, Strana zelených, Hnutí Idealisté, Moravské zemské hnutí a Liberálně ekologická strana a také dva členové hnutí Žít Brno. Před krajskými volbami v roce 2024 se změnilo složení koalice. Její součástí jsou Zelení, hnutí SEN 21, Idealisté a LES.

## Kandidáti
Lídrem volební koalice se stal náměstek hejtmana Jihomoravského kraje a starosta Židlochovic Jan Vitula (TOP 09). Dvojkou kandidátky byl krajská zastupitelka a dlouholetá starostka městské části Brno-Nový Lískovec Jana Drápalová (Zelení). Třetí místo patřilo starostovi Moravského Krumlova Tomáši Třetinovi (TOP 09), čtvrté starostovi Tišnova Janu Schneiderovi (Idealisté). Na pátém místě byl krajský zastupitel a místostarosta brněnských Židenic Petr Kunc, na šestém historik a zastupitel Znojma Jiří Kacetl (MZH), na sedmém krajský zastupitel Michal Doležel (nestraník za TOP 09). Osmou příčku zaujal religionista a předseda Strany zelených v Jihomoravském kraji Matouš Vencálek (Zelení), devátou krajská zastupitelka a starostka Hustopečí Hana Potměšilová (nestraník za TOP 09) a desátou vodohospodář a předseda brněnské organizace Liberálně ekologické strany David Veselý (LES).
Na kandidátce kromě politiků figurovali také regionální osobnosti, např. děkan Fakulty regionálního rozvoje a mezinárodních studií MENDELU Jiří Schneider, děkan Divadelní fakulty JAMU Petr Francán, zpěvačka kapely Jablkoň Marie Puttnerová či ředitel festivalu Meeting Brno Petr Kalousek.

## Program
Mezi hlavní důvody pro vytvoření společné kandidátky koalice uvedla snahu zabránit tříštění liberálních sil, k jakému mělo dojít například o dva roky dříve v komunálních volbách v Brně. Jako svá klíčová témata koalice uvedla zlepšení hospodaření s půdou, vodou a krajinou a zmírňování příčin i dopadů klimatických změn, rozvoj veřejné, především kolejové dopravy, kvalita vzdělávání či dostupnost bydlení.

## Krajské volby 2020
V krajských volbách v Jihomoravském kraji získala koalice 6,62 % hlasů a skončila na šestém místě za ANO, KDU-ČSL, Piráty, ODS a Starosty. Zastupiteli byli zvoleni Michal Doležel (TOP 09), Jana Drápalová (Zelení), Jan Vitula (TOP 09), Tomáš Třetina (TOP 09) a Barbora Antonová (TOP 09). Nicméně po volbách zastupitelský klub utvořili pouze Drápalová, Vitula a Antonová. Mimo klub se ocitli nominanti TOP 09 Doležel a Třetina. Příčinou rozštěpení byl spor o to, kdo obsadí křeslo předsedy Komise pro výchovu vzdělání a sport.

## Vývoj po roce 2020
Na konci ledna 2021 byli jednička a pětka kandidátky Jan Vitula a Petr Kunc vyloučeni z TOP 09. Poslanec TOP 09 a předseda krajské organizace Jihomoravského kraje Vlastimil Válek sdělil, že oba dva opakovaně postupovali jinak, než jak rozhodly stranické orgány, podle Kunce a Vituly se jedná o vnitrostranický boj s cílem upevnit moc před nadcházejícími volbami do Poslanecké sněmovny v roce 2021.
V březnu 2023 rezignovala na post krajské zastupitelky Barbora Antonová, kterou tak na dubnovém zasedání ZJMK nahradil Petr Kunc.

## Krajské volby 2024
Koalice Spolu pro Moravu kandidovala ve volbách do Zastupitelstva Jihomoravského kraje v roce 2024, avšak pod novým názvem (Hlas Moravy) a bez účasti TOP 09 a MZH. Součástí koalice se naopak stalo hnutí SEN 21. Čelo kandidátky tvořili Jan Vitula, Jana Drápalová a Petr Kunc. První pětici pak doplnili Jasna Flamiková a Matouš Vencálek. Hlas Moravy získal 1,84 % (tj. 6 050 hlasů) a mandát v Zastupitelstvu Jihomoravského kraje se jim získat nepodařilo.